# 大谷邦夫 (実業家)
大谷 邦夫（おおたに くにお、1956年5月1日 - ）は、日本の経営者。ニチレイ社長、会長を務めた。東京都出身。

## 経歴・人物
1980年に早稲田大学政治経済学部を卒業し、同年に日本冷蔵(のちのニチレイ)に入社した。2012年に取締役執行役員に就任し、2013年6月には社長に就任。2019年4月に会長に就任し、2022年4月には顧問に就任。